# Macadelic
Macadelic — седьмой микстейп американского рэпера Мака Миллера. Он был выпущен онлайн для бесплатной цифровой загрузки 23 марта 2012 года. Он включает хит-сингл «Loud». Миллер отправился в The Macadelic Tour в поддержку микстейпа в начале 2012 года, отыграв 18 концертов в США и 3 в Европе. С момента выпуска он был загружен более 1,3 миллиона раз и транслировался более 1,5 миллиона раз с официального хоста DatPiff. Macadelic был обновлен и коммерчески выпущен 4 мая 2018 года.

## Обзор
После выхода Blue Slide Park и I Love Life, Thank You в 2011 году, Мак Миллер начал работать над другим проектом. По словам Миллера, он решил «перестать думать о том, какую музыку [он] должен делать, и просто начать говорить то, что [он] хотел сказать». 23 марта 2012 года Мак Миллер выпустил Macadelic и провел вечеринку в Shadow Lounge в Питтсбурге, штат Пенсильвания. Клип на песню «Loud» также был выпущен в тот же день.
Лирическая направленность и тематика Мака Миллера отличается от его предыдущего крупного микстейпа Best Day Ever. Кроме того, инструментальные партии в песнях оказывают психоделическое влияние на типичный хип-хоп бит. В то время как тексты большинства песен читаются рэпом, хитовые песни, такие как «Clarity», «Angels (When She Shuts Her Eyes)» и «The Question» с участием Lil Wayne, исполняются более поэтично. «Desperado» заканчивается вступлением к «Lucy in the Sky with Diamonds» группы The Beatles. Ещё одной особенностью Macadelic были его многочисленные подписи и гостевые функции. Мак Миллер выступал вместе с Кендриком Ламаром, Лилом Уэйном, Джоуи Бада$$, сэром Майклом Роксом из The Cool Kids, Cam’ron и Juicy J среди других. Некоторые из наиболее популярных песен из микстейпа — «Loud», «Thoughts From a Balcony», «Clarity», «Lucky Ass Bitch», «Angels (When She Shuts Her Eyes)» и «The Question».

## Производство
ID Labs выпустили несколько треков на Macadelic, как и в предыдущих проектах Mac Miller. Тем не менее, Макаделик знакомит Мака Миллера с несколькими новыми продюсерами, такими как Уолли Уэст, который продюсировал «Вопрос» с участием Лила Уэйна. SAP, который продюсировал хит Мака Миллера «Donald Trump», выпустил его песню «Thoughts From a Balcony», которая позже была выпущена в виде музыкального видео. Иман Омари, который был показан в «Fight the Feeling» вместе с Кендриком Ламаром и «Sunlight», продюсировал «Fight the Feeling». Несколько других новых продюсеров также работали над Macadelic. Песня «1 Threw 8» содержит семпл из песни The xx «Fantasy». Тедди Рокспин, который ранее работал с Маком Миллером над «Get Up» и «Futuristic Funk», продюсировал «Sunlight».

## Награды
Альбом был назван 50-м лучшим альбомом 2012 года по версии Complex.

## Чарты после смерти
После смерти Мака Миллера 7 сентября 2018 года Macadelic дебютировал под номером 106 в американском Billboard 200 с 8000 эквивалентными альбому единицами.